# Katajanokanluoto
Katajanokanluoto (suédois : Skatakobben, français : îlot de Katajanokka) est un îlot d'Helsinki en Finlande ,. 

## Description

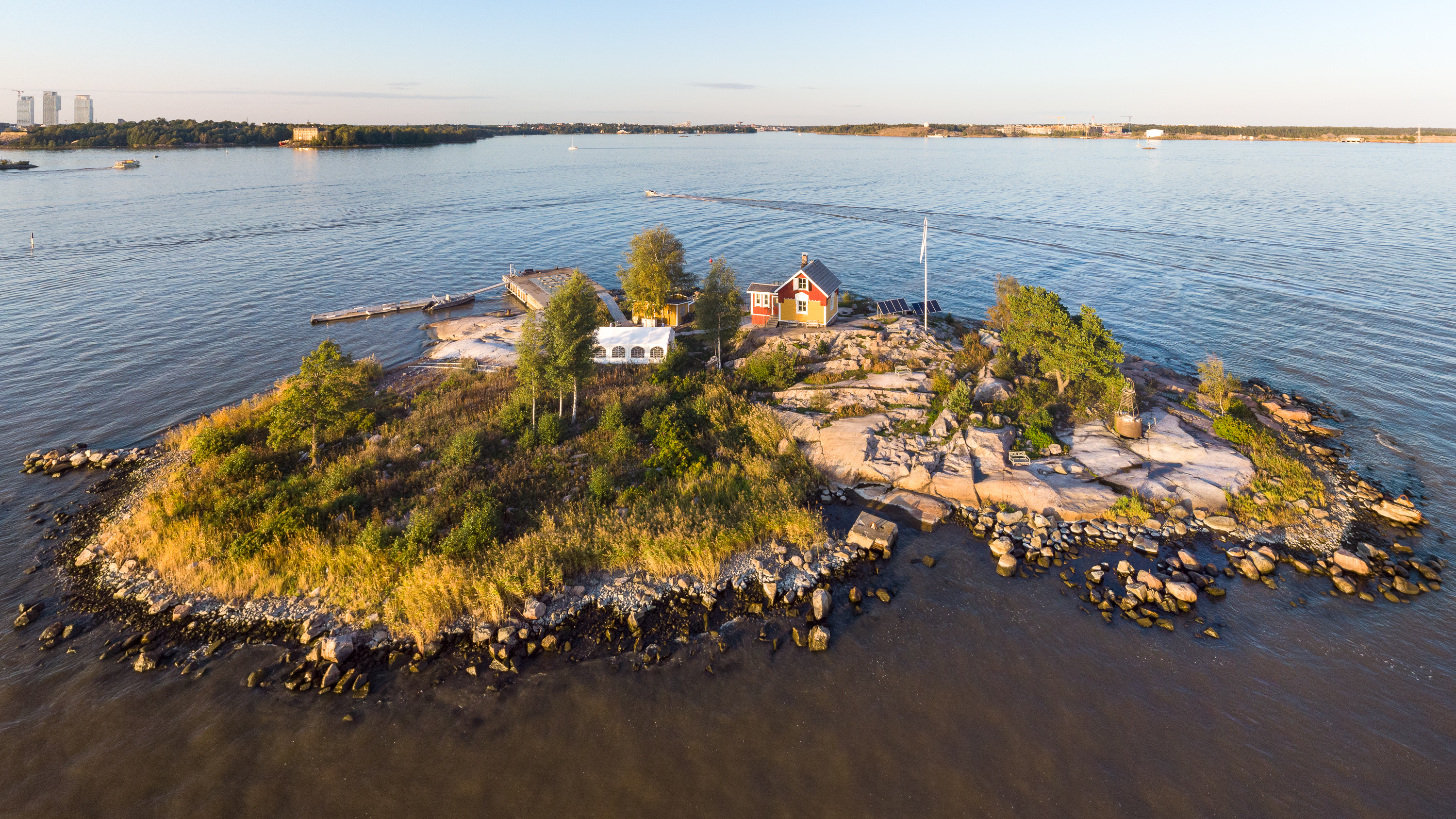
Katajanokanluoto comme vu par un oiseau. Aout 2021.

L'îlot fait 95 mètres de long et sa largeur maximale est de 65 mètres. 
En 1876 on a construit un poste de garde en bois qui est un bâtiment historique protégé qui a subi un incendie durant l'été 2002
Un câble maritime vers Suomenlinna traverse l'îlot.
Les îles les plus proches sont Ryssänsaari à 540 mètres au sud-ouest-ouest et Lonna à environ 800 mètres au sud-sud-est.